# 何占豪
何占豪（か せんごう）(英語: HE Zhan-hao)は中華人民共和国の作曲家。

## 経歴
1933年、浙江省諸曁市生まれ。祖母の影響で幼少の頃より越劇を好んだ。1952年に浙江省越劇団の楽隊に入り、二胡を学ぶ。1957年に上海音楽学院に入学しヴァイオリンを学ぶ。在学中に丁芷諾、兪麗拿とともに「ヴァイオリン民族化実験小組」を結成し、大衆的で民族的なヴァイオリン作品を作曲した。
1959年、陳鋼と合作のヴァイオリン協奏曲『梁山伯と祝英台』を発表し、一躍有名になった。
その他の作品には弦楽四重奏曲『烈士日記』、交響詩『竜華塔』などがある。また中国民族音楽の分野でも二胡協奏曲『乱世情侶』『莫愁女幻想曲』、古筝協奏曲『臨安遺恨』などを作曲している。
現在、上海音楽学院教授、上海音楽家協会副主席。